# Heskestad
Herkestad is een dorp in de gemeente Lund in de provincie Rogaland in Noorwegen. Tot 1965 was het een zelfstandige gemeente. Het dorp ligt aan Sørlandsbanen. Het station is sinds 1991 buiten gebruik. Heskestad is nog wel een zelfstandige parochie binnen de Noorse kerk. Het eenvoudige kerkgebouw dateert uit 1904.